# المركز الاتحادي للتعليم التكنولوجي في ميناس جرايس

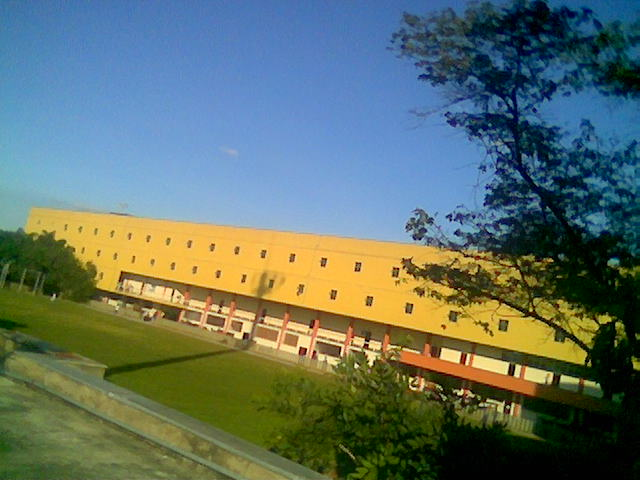
الحرم الجامعي الأول لCEFET-MG في بيلو هوريزونتي.

المركز الاتحادي للتعليم التكنولوجي في ميناس جرايس (بالبرتغالية: ‎‏) هي جامعة عمومية لديها أحرام جامعية في 10 مدن في ولاية ميناس جرايس في البرازيل.

## الأحرام الجامعية
- الحرم الجامعي الأول في بيلو هوريزونتي.
- الحرم الجامعي الثاني في بيلو هوريزونتي.
- الحرم الجامعي الثالث في ليوبولدينا.
- الحرم الجامعي الرابع في أراشا.
- الحرم الجامعي الخامس في ديفينوبوليس.
- الحرم الجامعي السادس في بيلو هوريزونتي.
- الحرم الجامعي السابع في تيموتيو.
- الحرم الجامعي الثامن في فارجينها.
- الحرم الجامعي التاسع في نيبوموسينو.
- الحرم الجامعي العاشر في كورفيلو.
- الحرم الجامعي الحادي عشر في كونتاجيم.

مراكز التعليم التكنولوجي (Centros de Educação Tecnológica أو اختصارا CET)
- مركز التعليم التكنولوجي في إيتابيريتو.
- مركز التعليم التكنولوجي في فيسبازينو.
- مؤسسة تعليم كونتاجيم.

## روابط خارجية
- الموقع الرسمي.